# مارك ألت
مارك ألت (بالإنجليزية: Mark Alt)‏ هو لاعب هوكي الجليد أمريكي، ولد في 18 أكتوبر 1991 في كانساس سيتي في الولايات المتحدة.

## وصلات خارجية
- مارك ألت على موقع دوري الهوكي الوطني (الإنجليزية)
- مارك ألت على موقع EliteProspects.com (الإنجليزية)
- مارك ألت على موقع HockeyDB.com (الإنجليزية)
- مارك ألت على موقع Hockey-Reference.com (الإنجليزية)